# Timothy Munnings
Timothy Alexander "Tim" Munnings (ur. 22 czerwca 1966 w Nassau) – bahamski lekkoatleta specjalizujący się w długich biegach sprinterskich, dwukrotny uczestnik letnich igrzysk olimpijskich (Atlanta 1996, Sydney 2000), brązowy medalista olimpijski z Sydney w biegu sztafetowym 4 x 400 metrów.

## Sukcesy sportowe
- wielokrotny medalista mistrzostw Bahamów w biegu na 400 metrów, m.in. trzykrotnie srebrny w latach 1998[1], 1999[2] i 2002[3] oraz brązowy w 2000[4]

| Rok  | Miasto     | Zawody                     | Konkurencja        | Wynik         |
| ---- | ---------- | -------------------------- | ------------------ | ------------- |
| 1996 | Atlanta    | Igrzyska olimpijskie       | sztafeta 4 x 400 m | 7. miejsce    |
| 1999 | Sewilla    | Mistrzostwa świata         | sztafeta 4 x 400 m | 6. miejsce    |
| 2000 | Sydney     | Igrzyska olimpijskie       | sztafeta 4 x 400 m | brązowy medal |
| 2001 | Edmonton   | Mistrzostwa świata         | sztafeta 4 x 400 m | złoty medal   |
| 2001 | Brisbane   | Igrzyska Dobrej Woli       | sztafeta 4 x 400 m | brązowy medal |
| 2002 | Manchester | Igrzyska Wspólnoty Narodów | sztafeta 4 x 400 m | brązowy medal |
| 2004 | Budapeszt  | Halowe mistrzostwa świata  | sztafeta 4 x 400 m | 5. miejsce    |

## Rekordy życiowe
- bieg na 400 metrów – 45,67 – Nassau 19/06/1999